# Philadelphia Museum of Art
Philadelphia Museum of Art är ett av de största konstmuseerna i USA. Det ligger vid den västra änden av Benjamin Franklin Parkway i Philadelphias Fairmount Park. Museet grundades 1876 som en kombination av museum och konstfackskola, i samband med Centennial Exposition samma år, Pennsylvania Museum and School of Industrial Art. 

## Samling av Marcel Duchamp
Philadelphia Museum of Art fick 1950 en stor donation från Louise och Walter Arensberg av verk av Marcel Duchamp och har därmed den största samling av dennes konst i världen. Det utrymmesmässigt största av Duchamps verk i museet är Étant donnés, en installation som upptar ett helt, inmurat rum.

## Rocky-statyn
Philadelphia Museum of Art har under senare decennier blivit känd inte bara för konst och arkitektur, utan också för den symboliska roll som museet spelade i Rocky-filmerna. Besökare ses ofta härma Rocky's steg (Rocky steps) vid museets huvudingång. En bronsstaty av Rocky placerades vid entrén under filmandet av Rocky III. Statyn flyttades senare till Spectrum efter en debatt om meningen med konst. Under filmandet av Rocky 5 flyttades statyn tillbaks och den ses också i filmerna Philadelphia och Mannequin.

## Konserter

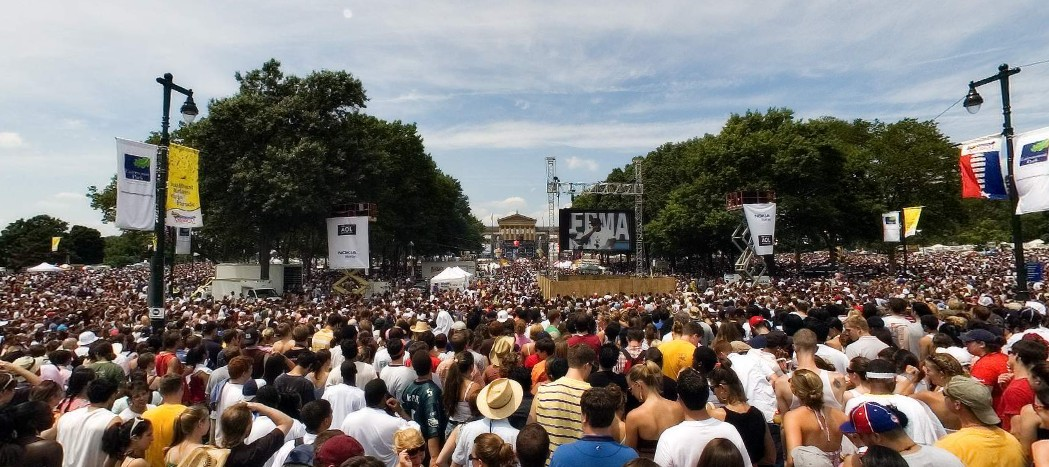
Live 8 vid Philadelphia Museum of Art 2005

Museiområdet används också för olika allmänna evenemang, såsom konserter och parader. Den 2 juli 2005 spelade artister som Dave Matthews Band, Linkin Park och Maroon 5 på museet.